# عبد الودود حنيف
الشيخ الدكتور عبد الودود بن مقبول أحمد حنيف (12-09-1382 هـ - )، هو قارئ القرآن وإمام المسجد النبوي سابقاً، والأستاذ المشارك بجامعة أم القرى، كلية الدعوة، قسم الكتاب والسنة، المملكة العربية.

## الحياة العلمية
درس الابتدائية والمتوسطة والثانوية بمكة المكرمة.حفظ القرآن الكريم وهو في نهاية المرحلة الابتدائية، وتخرج من دار الأرقم بن أبي الأرقم بالحرم المكي الشريف مدرسا للقرآن وعلومه. مجاز في قراءة عاصم برواية حفص وشعبة وفي التجويد من الشيخ سعيد العبد الله المحمد، ومن الشيخ محمد نبهان حسين المصري، ومن الشيخ الدكتور حلمي عبد الرؤوف عبد القوي.
التحق بجامعة أم القرى بكلية الدعوة، قسم الكتاب والسنة وتخرج منه عام 1404هـ. تعين معيدا بعد تخرجه والتحق بالدراسات العليا مرحلة الماجستير، ودرس السنة المنهجية عام 1405هـ وسجل موضوعا في التفسير وعلومه بعنوان (الأسماء الحسنى ومناسبتها للآيات التي ختمت بها من سورة النور إلى آخر القرآن ), وحصل على تقدير ممتاز عام 1410هـ.
التحق بالدكتوراه وسجل موضوعا في الحديث وعلومه وحقق جزءا من كتاب معرفة السنن والآثار للإمام البيهقي، وحصل على تقدير ممتاز عام 1415هـ. عين أستاذاً مساعداً بقسم الكتاب والسنة بكلية الدعوة وأصول الدين وفي عام 1430هـ صدر قرار المجلس العلمي بتعيينه أستاذاً مشاركا. وعين رئيساً لقسم القراءات بكلية الدعوة وأصول الدين في جامعة أم القرى لفترتين متتاليتين 1417-1421هـ.

## إنجازات
- حصل على المركز الأول في المسابقة الدولية التي تقيمها وزارة الشؤون الإسلامية والأوقاف والدعوة والإرشاد في القرآن الكريم عام 1404هـ، وفي نفس العام شارك في المسابقة السنوية للقرآن الكريم المقامة في ماليزيا.[2]
- عمل رئيساً للجنة التحكيم في المسابقة القرآنية التي أقيمت بين جامعات المملكة والتي أقيمت بجامعة أم القرى بتكليف وتوجيه من مدير جامعة أم القرى السابق أ. د. ناصر الصالح.
- عمل رئيسا للجنة التحكيم بمسابقة القرآن الكريم لأوائل أندية المملكة لعام 1424-1425هـ والتي تقيمها الرئاسة العامة لرعاية الشباب بالمملكة العربية السعودية.
- شارك في العديد من المؤتمرات والندوات وألقى العديد من المحاضرات وأشرف على الرسائل العلمية في جامعة أم القرى، وناقش بعضها.
- له بحوث مطبوعة منها:
  - بحث (ظاهرة العنوسة في المجتمع الإسلامي، أسبابها، آثارها، طرق علاجها في ضوء الكتاب والسنة)
  - بحث محكم منشور بعنوان (نزول القرآن الكريم والعناية به في عهد الرسول صلى الله عليه وسلم) مقدم للندوة التي أقيمت في مجمع الملك فهد بعنوان عناية المملكة بالقرآن الكريم
  - بحث محكم بعنوان (التعليقات التفسيرية في ترجمة معاني القرآن الكريم) منشور في جامعة الأزهر مجلة كلية الدراسات الإسلامية فرع البنات
  - بحث بعنوان (مصدر القرآن الكريم) بحث مقدم لمجمع الملك فهد لطباعة المصحف الشريف في الندوة المتخصصة بعنوان (القرآن الكريم في الدراسات الإستشراقية).
- عضو الجمعية العلمية السعودية للقرآن الكريم وعلومه.

## المؤهلات العلمية
- بكالوريوس في الكتاب والسنة من جامعة أم القرى بمكة المكرمة 1404هـ.[3]
- ماجستير في الكتاب والسنة من جامعة أم القرى بمكة المكرمة 1410ه‍.[3]
- دكتوراه في الكتاب والسنة من جامعة أم القرى بمكة المكرمة 1415ه‍.[3]

## الإمامة والخطابة
- إمام سابق متعاون في الحرم المدني الشريف .
- عمل إماماً لصلاة التهجد والقيام عام 1414هـ في مسجد الرسول صلى الله علية وسلم بالمدينة المنورة.
- إمام مسجد الأميرة شهيدة بالعزيزية بمكة المكرمة منذ عام 1416هـ..
- عمل إماماً لجامع إبراهيم بخش بمكة المكرمة لمدة عشر سنوات 1406-1416هـ.

## الإنتاج العلمي
- نزول القرآن الكريم والعناية به في عهد النبي صلى الله عليه وسلم.[1]
- الأسماء الحسنى ومناسبتها للآيات التي ختمت بها من سورة النور إلى اخر القران (رسالة الماجستير).
- كتاب ظاهرة العنوسة في المجتمع السعودي وأسبابها وآثارها (رسالة الدكتوراه).

## المؤتمرات والندوات
- نزول القرآن الكريم والعناية به في عهد النبي محمد عليه الصلاة والسلام (بحث محكم) - مجمع الملك فهد 3-7-1421ه‍.[4]
- ترجمة معاني القرآن الكريم (بحث محكم) - مجمع الملك فهد 16-10-1427ه‍.

## المناصب الإدارية وعضوية المجالس واللجان
- رئيس قسم القراءات بجامعة أم القرى 1417 ــ 1421هـ .
- عضو الجمعية السعودية للقران الكريم وعلومه